# Træskibs-sammenslutningen
 Der er for få eller ingen kildehenvisninger i denne artikel, hvilket er et problem. Du kan hjælpe ved at angive troværdige kilder til de påstande, som fremføres i artiklen.

Træskibs Sammenslutningen (TS) er en landsforening stiftet 1971 i Roskilde med det formål at fremme bevarelsen af ældre brugsfartøjer, herunder øge standarden for sømandskab, vedligeholdelse og sikkerhed ved fartøjernes brug, samt medvirke til, at fartøjerne bevares under videst mulig hensyntagen til deres kulturhistoriske værdi.
I dag (2017) organiserer TS små 500 ældre brugsfartøjer, eller materialeægte kopier af sådanne, fra den mindste jolle over damp-isbrydere til de største 3-mastede skonnerter og fuldriggere. I dag fungerer TS-fartøjerne som fritidsfartøjer, passagerfartøjer eller andre erhvervsfartøjer. TS fartøjerne er hjemmehørende i omkring 120 havne i hele Danmark.
Nogle af skibene er stadig i erhvervsdrift og godkendt til sejlads med passagerer, og hvert år sejler over 30.000 gæster en tur på et gammelt dansk erhvervsskib i de danske farvande. Flere hundrede tusinde mennesker besøger hvert år havne i forbindelse med veteranskibstræf og stævner landet over.
Det ældste TS-fartøj er jagten Jensine af Haderslev, der er bygget i 1852. En fjerdedel af TS-fartøjerne er over 100 år gamle.
Opgaven med at vedligeholde den sejlende kulturarv i Danmark varetages fortrinsvis af private ejere, der ejer mellem 60 og 70 % af skibene. Omkring 10 % ejes af kulturhistoriske museer. Omkring 10% er stadig registreret som erhvervsskib, og endelig – og med en stigende tendens – skønnes det at mellem 10 - 20 % af skibene drives af foreninger.
Træskibs Sammenslutningen har et samarbejde med over 100 danske havne.
I Norge findes Forbundet KYSTEN, som er en søsterforening.